# مونيا بسمارك
مونيا بسمارك (الاسم العلمي: Lonchura melaena) (بالإنجليزية: Bismarck Munia)‏ هي نوع من الطيور تتبع جنس المونيا من فصيلة شمعية المنقار.